# Alan Gaglojew

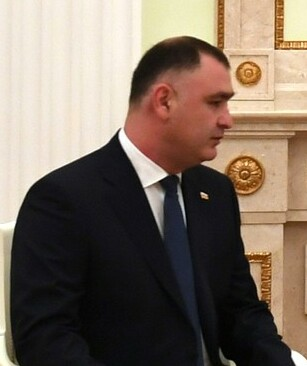
Alan Gaglojew, 2023

Alan Gaglojew (ossetisch: Гаглойты Эдуарды фырт Алан, romanisiert: Gaglojty Edwardy fyrt Alan, Russisch: Алан Эдуардович Гаглоев; * 6. Februar 1981 in Zchinwal, Südossetisches Autonomes Gebiet, Georgische Sozialistische Sowjetrepublik, UdSSR) ist ein südossetischer Politiker und Militär. Seit dem 24. Mai 2022 ist er der Präsident der Republik Südossetien.

## Familie und Ausbildung
Gaglojew graduierte 2002 an der Südossetischen Staatsuniversität und wurde vom Ministerium für Wirtschaft Südossetiens als Chefspezialist der Abteilung zur Unterstützung kleiner und mittlerer Unternehmen eingestellt. Er stand früher auch in Diensten des KGB.
Er kämpfte 2008 im Russisch-Georgischen Krieg. Gaglojew verlor seine Eltern beim Einmarsch der georgischen Armee in Zchinwal im Zuge des Kaukasuskrieges 2008.
Gaglojew ist verheiratet und hat zwei Kinder.

## Präsidentschaft
Die Präsidentschaftswahl in Südossetien 2022 gewann Gaglojew überraschend. Experten schätzen seine Wahl als "Protestwahl" ein. Nach seiner Wahl wurde er am 24. Mai 2022 als neuer Präsident vereidigt. Gaglojew betonte, das Hauptthema seiner Präsidentschaft werde darin bestehen, Schritte zur Verbesserung der Wirtschaft zu unternehmen.
Am 20. Juni 2022 ernannte Gaglojew Konstantin Dschussojew zum neuen Premierminister Südossetiens.

### Beziehungen zu Russland
Gaglojew wurde von Beobachtern als weniger befürwortend für die Abhaltung eines Referendums zum Beitritt Südossetiens zu Russland angesehen und sagte, dass Russland in Bezug auf die russische Invasion in der Ukraine im Jahr 2022 „immer noch mit anderen Themen beschäftigt“ sei. Der Pressesprecher des Kreml, Dmitri Peskow, erklärte am 24. Mai weiter, dass in Bezug auf das Referendum „keine diesbezüglichen Schritte von der russischen Seite unternommen oder geplant werden.“ Als eine seiner ersten Amtshandlungen suspendierte er das von seinem Vorgänger Anatoli Bibilow angesetzte Referendum über einen Beitritt Südossetiens zur Russischen Föderation. Diese sollen aber laut Gaglojew mit Blick auf den Ukraine-Krieg bei einer veränderten geopolitischen Lage durchgeführt werden. Gaglojew ist ein Befürworter eines südossetischen Anschlusses an Russland.
Am 12. August 2022 entließ Gaglojew Verteidigungsminister Wladimir Puchajew aufgrund eines Vorfalls vom 23. Juli 2022, bei dem maskierte Soldaten an verschiedenen Orten in der Region Zivilisten angriffen. Gaglojew würde nach diesen Ereignissen seine "höchste Autorität" über die Streitkräfte geltend machen. Dies geschah, nachdem sein Vorgänger zugelassen hatte, dass Teile des südossetischen Militärs der russischen Armee unterstellt wurden.
Gaglojew unterstützt nachdrücklich den russischen Überfall auf die Ukraine sowie die sogenannten Referenden über den Anschluss der vom Kreml besetzten Regionen Luhansk, Donezk, Saporischschja und Cherson an Russland.

### Beziehungen zu Georgien
Noch während seines Wahlkampfs besuchte Gaglojew die Gemeinde Achalgori, die eine beträchtliche georgische Bevölkerung hat und drängte auf Unterstützung dafür, den Einwohnern zu erlauben, freier nach Georgien zu reisen. Dies war bisher ohne ärztliche Erlaubnis nicht möglich und wurde durch die COVID-19-Pandemie zusätzlich erschwert. Nach seinem Amtsantritt wurde Gaglojew vom russischen Nachrichtensprecher Sergey Karnaukhov dafür kritisiert, dass er das Referendum zum Beitritt zu Russland ablehnte und einfachere Reisen nach Georgien befürwortete und ihn beschuldigte, ein amerikanischer und georgischer Handlanger zu sein. Die Regierungen Georgiens und Südossetiens wiesen diese Behauptungen zurück. Ab August 2022 kündigte Südossetien an, vom 20. bis 30. jeden Monats Kontrollpunkte mit Georgien zu eröffnen.
Im Herbst 2022 ließ Gaglojew verschiedene Grenzübergänge zu Georgien wieder öffnen und beendete damit die isolationistische Praxis seines Vorgängers.